# Chamaecrista rugosula
Chamaecrista rugosula är en ärtväxtart som först beskrevs av George Bentham, och fick sitt nu gällande namn av Howard Samuel Irwin och Rupert Charles Barneby. Chamaecrista rugosula ingår i släktet Chamaecrista och familjen ärtväxter. Inga underarter finns listade i Catalogue of Life.